# Mandailles-Saint-Julien
Mandailles-Saint-Julien is een gemeente in het Franse departement Cantal (regio Auvergne-Rhône-Alpes) en telt 226 inwoners (1999). De plaats maakt deel uit van het arrondissement Aurillac.

## Geografie
De oppervlakte van Mandailles-Saint-Julien bedraagt 34,5 km², de bevolkingsdichtheid is 6,6 inwoners per km².
De onderstaande kaart toont de ligging van Mandailles-Saint-Julien met de belangrijkste infrastructuur en aangrenzende gemeenten.

## Demografie
Onderstaande figuur toont het verloop van het inwonertal (bron: INSEE-tellingen).

Vanwege een beveiligingsprobleem met de MediaWiki Graph-software is het momenteel niet mogelijk deze grafiek weer te geven. Zodra de software is bijgewerkt zal de grafiek vanzelf weer zichtbaar worden.
1. ↑  Populations de référence 2022.